# جولیا مایکلز
جولیا کارین کاوازوس (به انگلیسی: Julia Carin Cavazos) ( زاده ۱۳ نوامبر ۱۹۹۳) با نام هنری جولیا مایکلز؛ یک خواننده و ترانه‌سرای اهل ایالات متحده آمریکا است. وی از سال ۲۰۱۰ میلادی تاکنون مشغول فعالیت بوده‌است. وی با هنرمندان بزرگی مانند بریتنی اسپیرز همکاری داشته است. وی با جاستین ترانتر، دمی لواتو، Borgeous، جاستین بیبر، سلنا گومز، Cash Cash، زد، جیسون درولو، گوئن استفانی و هیلی استاینفلد همکاری داشته‌است. و بهترین همکاری او آهنگ what a time همراه نایل هوران بوده. وی در گرمی ۲۰۱۸ در ۲ بخش نامزد بوده‌است.

## بیوگرافی

### اوایل زندگی و ترانه نویسی
جولیا مایکلز در دونپورت، آیووا متولد شد، او یک خواهر بزرگ تر از خودش دارد که یک آهنگساز و ترانه‌نویس است. پدر او مانوئل کاوازوس، اهل پورتوریکو است که فامیل خود را بعدها به مایکلز تغییر داده است. مایکلز از ۱۲ سالگی آهنگ میخواند و در ۱۴ سالگی افراد مشهور و خوانندگان زیادی از جمله ژولین بل را ملاقات کرده‌است، او آهنگ Fire faster که خواننده آن دمی لواتو است را در سال ۲۰۱۳ برایش نوشته است و همچنین آهنگ‌های Miss Movin برای فیفث هارمونی نوشته است. مایکلز از ۱۶ سالگی متن آهنگ‌های پاپ فیلم‌های هالیوودی را نیز مینویسد و در ۲۰ سالگی جاستین تارانتر که اهنگساز و شریکش در آهنگ‌نویسی است را ملاقات کرد. وی در سال ۲۰۱۶، در مراسم افتتاحیه ریو ۲۰۱۶ به همراه « کیگو» خواننده نروژی آهنگ Carry me را اجرا کرد.

### ۲۰۱۷- شروع به خواندن اواز انفرادی
در ژانویه ۲۰۱۷، مایکلز اولین ترانه دست نوشته خودش را، با نام خودش به نام مسائل (Issues) منتشر کرد. مایکلز دربارهٔ اولین اهنگش گفت: "این اولین بار بود که من آهنگی نوشتم که بسیار به خود من شباهت داشت و من نمی‌توانستم تصور کنم که شخص دیگری آن را بخواند». به گفته مایکلز، بسیاری از هنرمندان بزرگ برای این آهنگ جنگیدند، اما مایکلز این آهنگ را برای خودش نگه داشت. وی با این آهنگ شهرت بسیاری بدست اورد و ستاره جدیدی در سال ۲۰۱۷ شد. همچنین وی در گرمی ۲۰۱۸، در دو بخش بهترین هنرمند جدید سال و ترانه برتر سال نامزد شد.
در آوریل ۲۰۱۷، آهنگ بعدی اش را منتشر کرد که برای سریال HBO series Girls آهنگی به نام How Do We Get Back to Love ( چگونه به عشق برگردیم) خوانده شده بود.
وی همچنین در سال ۲۰۱۷ آلبوم غیر رسمی از خود با نام Nervous System منتشر کرد. در ۱۷ اوت سال ۲۰۱۷، جاستین بیبر ترانه Friends خود به همراه بلاد پاپ منتشر کرده بود که آن هم مانند ترانه متاسف (Sorry) توسط مایکلز نوشته شده بود. در ۲۰ اکتبر ۲۰۱۷ ریمیکس همین آهنگ منتشر شد که خود مایکلز هم در آن میخواند.
در فوریه سال ۲۰۱۸ نیز ترانه جدید مایکلز به نام Heaven که برای فیلم پنجاه طیف ازادی خوانده بود منتشر شد و در ۴ می همین سال، وی ترانه Jump را منتشر کرد.

## تورها
وی تاکنون با نام خودش هیچ توری نداشته‌است، اما در تور خوانندگان جوانی چون شان مندز ( ۲۰۱۷)، نایل هوران (۲۰۱۸) و گروه مارون ۵ (۲۰۱۸) اجرا کرده‌است.